# Джоанна Умурунгі
Джоанна Умурунгі (7 квітня 1996) — руандійська плавчиня.
Учасниця Олімпійських Ігор 2016 року.